# Tinamus guttatus
El inambú gallina, tinamú moteado o tinamú gorgiblanco (Tinamus guttatus), es una especie de ave de la familia Tinamidae. 
Es una especie de ave nativa de la selva tropical Amazónica de Bolivia, Brasil, Colombia, Perú y Venezuela. Esta ave miden entre 32 y 36 centímetros en la longitud. Habitan los bosques así como los arbustos. Ellas comen semillas, frutas e invertebrado. Como otras especies de tinámidos se juntan para alimentarse durante la estación lluviosa de Amazonia. Son fáciles de capturar porque mientras vuelan se fatigan rápidamente o se encuentran entorpecidas por el  follaje denso lo que las hace posarse en los bancos de arena de los ríos. Ponen de 4 o 5 huevos de un intenso color verde azulino. Es una especie relativamente abundante en su hábitat y su amenaza principal, actual, es la deforestación.

## Galería

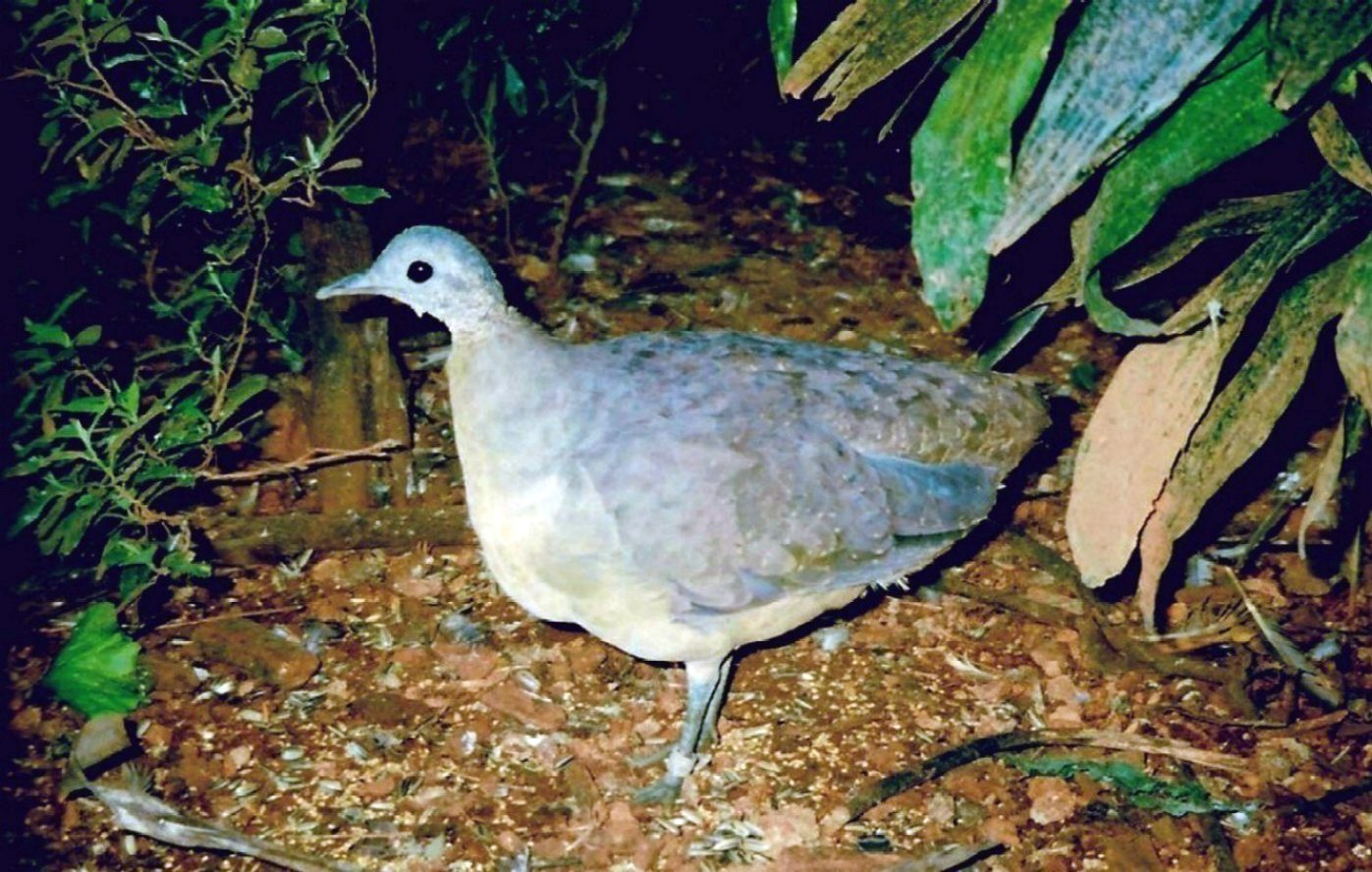
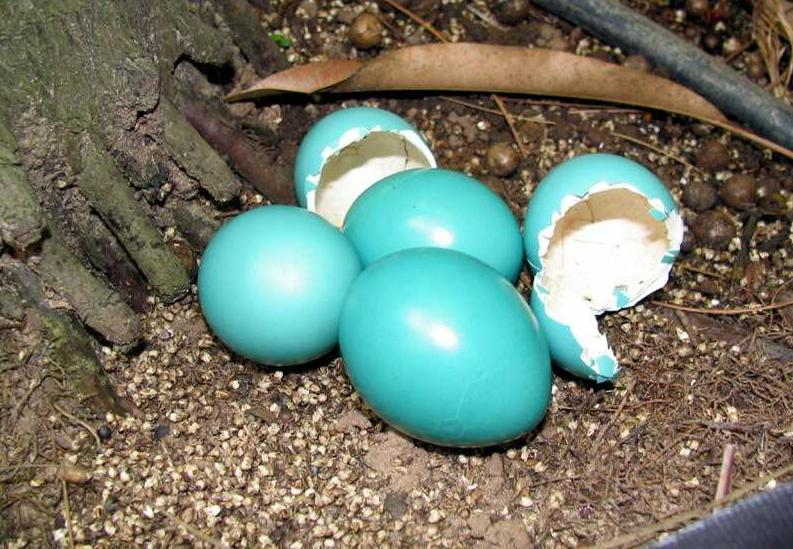